# 볼보 B9TL
볼보 B9TL(영어: Volvo B9TL)은 2002년부터 2018년까지 볼보에서 제작한 저상 2층버스이다. 볼보 슈퍼 올림피아와 볼보 B7TL을 대체하였으며, 2축 버전은 2014년 볼보 B5TL로, 3축 버전은 2018년 볼보 B8L로 대체되었다.

## 섀시
볼보 B9TL 섀시는 볼보 B7TL과 동일한 디자인을 공유했다. 이전 모델인 볼보 슈퍼 올림피안 및 볼보 B7TL과의 주요 차이점은 원래 르노에서 설계한 새로운 9.3리터 엔진이었다. 라디에이터는 더 작은 B7TL과 유사한 후면 오프사이드에 위치했다. 프론트 모듈 디자인은 볼보에서 제작한 다른 저상버스의 섀시와 공유되었으며 독립 서스펜션이 프론트 액슬에 장착되었다(몇 년 생산 후 기존 프론트 서스펜션으로 교체됨).

## 후속 차종
2축 볼보 B9TL은 2014년 볼보 B5TL로 대체되었고,3축 볼보 B9TL은 2018년 볼보 B8L로 대체되었다.